# 汪志冰
汪志冰（1957年4月20日—），中華民國政治人物，中國國民黨籍，現任臺北市議會議員，曾任中華民國全國總工會秘書長。

## 生平
汪志冰出生於臺中市，畢業於文藻外語學院德文科、東吳大學德文系、东密歇根大学（文學碩士）。
曾擔任第3屆新黨國民大會代表，後以親民黨籍及中國國民黨籍擔任第9、10、11（遞補）、12、13屆臺北市議員（北投區、士林區），2010年曾因初選落敗退黨競選連任失利，2012年因時任議員陳碧峰解職而重返議會並再度連任至今。2020年參選立法委員，在國新兩黨協調初選中以些微差距擊敗潘懷宗代表泛藍出征，敗給尋求連任的民主進步黨立委吳思瑤。

## 選舉紀錄
| 年度 | 選舉屆數               | 選舉區           | 所屬政黨   | 得票數 | 得票率 | 當選標記 | 備註 |
| ---- | ---------------------- | ---------------- | ---------- | ------ | ------ | -------- | ---- |
| 1996 | 第三屆國民大會代表選舉 | 臺北市第一選舉區 | 新黨       | 30,547 | 6.69%  |          |      |
| 2002 | 第九屆臺北市議員選舉   | 臺北市第一選舉區 | 親民黨     | 16,697 | 6.01%  |          |      |
| 2006 | 第十屆臺北市議員選舉   | 臺北市第一選舉區 | 中國國民黨 | 17,641 | 6.62%  |          |      |
| 2010 | 第十一屆臺北市議員選舉 | 臺北市第一選舉區 | 無黨籍     | 12,599 | 4.23%  | 遞補當選 |      |
| 2014 | 第十二屆臺北市議員選舉 | 臺北市第一選舉區 | 中國國民黨 | 18,021 | 5.89%  |          |      |
| 2018 | 第十三屆臺北市議員選舉 | 臺北市第一選舉區 | 中國國民黨 | 19,120 | 6.82%  |          |      |
| 2020 | 第十屆立法委員選舉     | 臺北市第一選舉區 | 中國國民黨 | 83,566 | 40.38% |          |      |
| 2022 | 第十四屆臺北市議員選舉 | 臺北市第一選舉區 | 中國國民黨 | 18,450 | 6.70%  |          |      |

## 外部連結
- 臺北市議員汪志冰-議員簡介 （页面存档备份，存于）
- 汪志冰的Facebook專頁
- YouTube上的汪志冰頻道
- YouTube上的汪志冰議員頻道